# Francesca Fusco
Francesca Fusco (Avellino, 24 gennaio 1993) è una nuotatrice italiana, campionessa europea e detentrice del record del mondo juniores dei 50 metri pinnati.

## Carriera
A cinque anni inizia a frequentare la piscina comunale di Sirignano iniziando la specializzazione nel nuoto pinnato con la Sirignano Nuoto e sotto la guida del tecnico Sabino Valentino. Poi cambia squadra e si trasferisce nella Nuotatori Campani.
Nel 2009 vince la medaglia d'oro nei 50 metri pinne ai campionati europei giovanili di nuoto pinnato a Belgrado.
Nel 2010 vince la medaglia d'oro e migliora due volte il primato mondiale dei 50 pinne con 22"56 in batteria e 22” 42 in finale ai Campionati mondiali giovanili di nuoto pinnato di Palma di Maiorca. Sempre nel 2010 abbassa ulteriormente il proprio record a 22” 40, conquistando la medaglia d'oro ai Campionati europei assoluti di nuoto pinnato tenutisi a Kazan'.

## Palmarès
| Campionati europei           | 50 m pinne | 100 m pinne | 200 m pinne            |
| Kazan 2010 Russia            | Oro 22"40  | ---         | ---                    |
| Mondiali giovanili           | 50 m pinne | 100 m pinne | 200 m pinne            |
| Palma di Maiorca 2010 Spagna | Oro 22"42  | 7ª 51"60    | 9ª in batteria 2'03"71 |
| Europei giovanili            | 50 m pinne | 100 m pinne | 200 m pinne            |
| Belgrado 2009 Serbia         | Oro 23"11  | ---         | ---                    |